# Mahira
Mahira é uma vila no distrito de Barddhaman, no estado indiano de Bengala Ocidental.

## Demografia
Segundo o censo de 2001, Mahira tinha uma população de 4492 habitantes. Os indivíduos do sexo masculino constituem 56% da população e os do sexo feminino 44%. Mahira tem uma taxa de literacia de 61%, superior à média nacional de 59,5%: a literacia no sexo masculino é de 70% e no sexo feminino é de 49%. Em Mahira, 12% da população está abaixo dos 6 anos de idade.